# جگر چرب
جگر چرب (به فرانسوی: Foie gras) غذایی تجملی و گران‌قیمت است که کشور فرانسه یکی از بزرگ‌ترین تولیدکنندگان و مصرف‌کنندگان آن است و جزو خوراک‌های فرانسوی به‌شمار می‌آید. جگر چرب را می‌توان به عنوان چاشنی یا مزه یا به صورت یک وعده مستقل همراه با مخلفات صرف کرد.

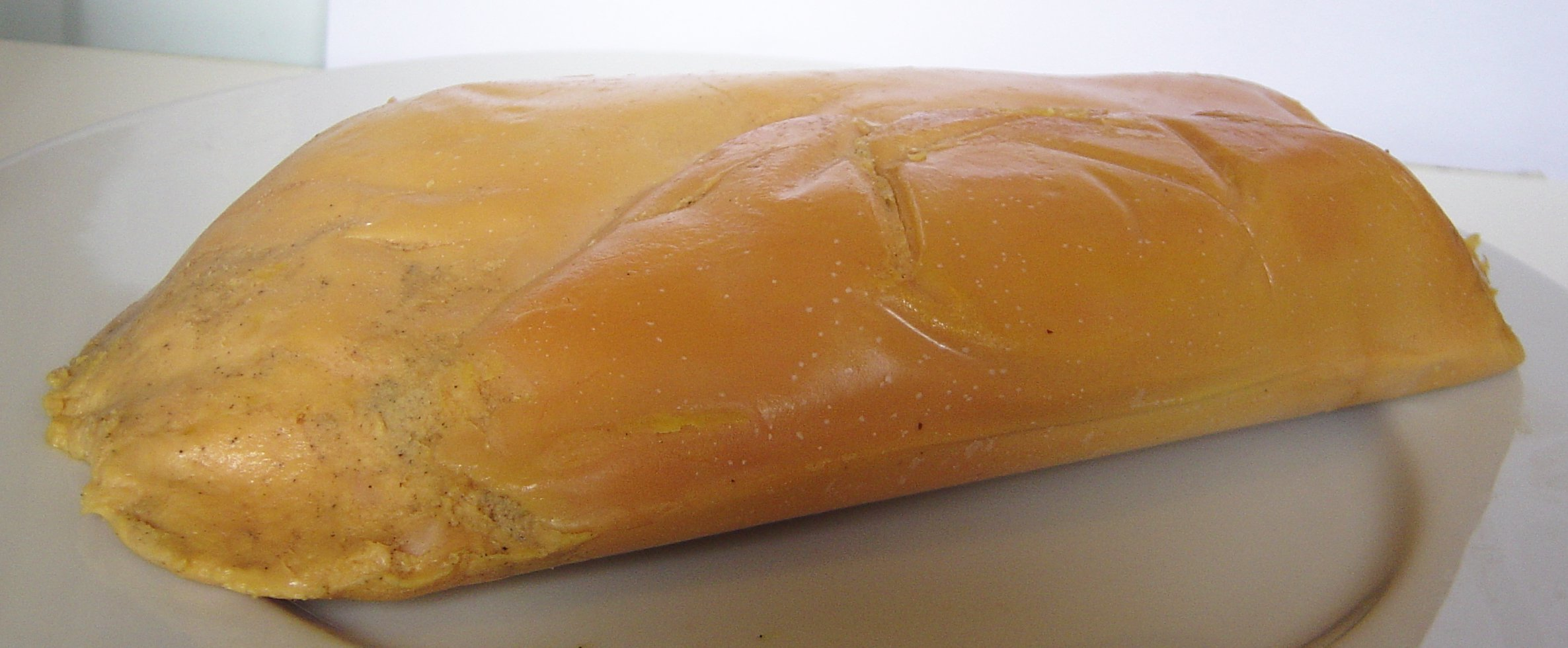
یک جگر چرب کامل

## روش تهیه جگر چرب

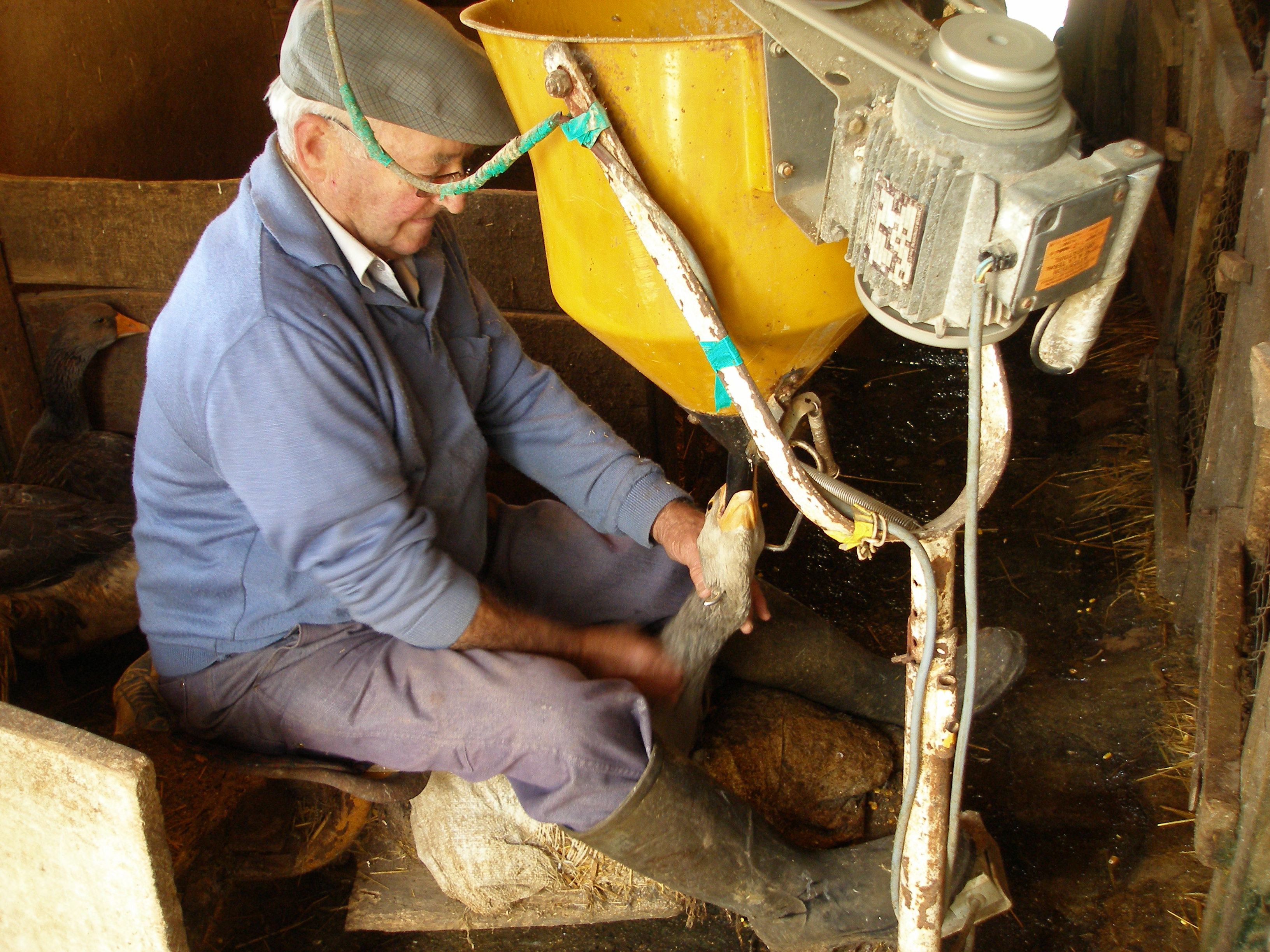
خوراندن چربی به غاز خانگی

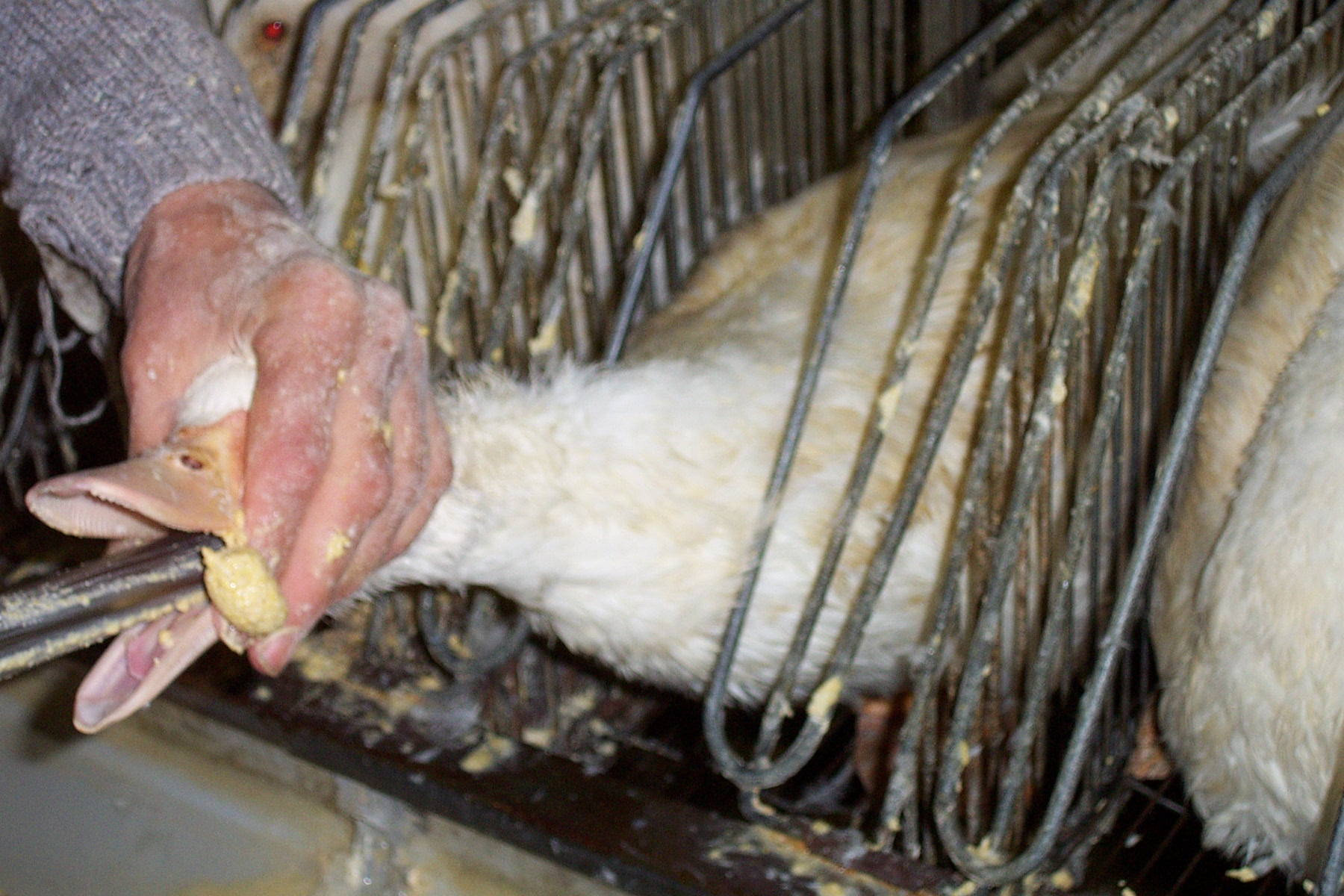
خوراندن چربی به غاز

برای تهیه این خوراک، مرغابی و غازهایی با سن ۹ تا ۲۵ هفته را به مدت ۱۴ تا ۲۱ روز مجبور به خوردن مقدار زیادی غذا می‌کنند. حتی اگر میلی به خوردن آن نداشته باشند تا زمانی که بیش از اندازه چاق شده و به بیماری کبد چرب مبتلا شوند. برای انجام این کار لوله‌ای فلزی از گلوی حیوان به داخل معده‌اش وارد می‌کنند و به جانور به زور غذا می‌دهند، تا حدی که جگر آن‌ها بزرگ و بزرگتر شود. بزرگ شدن جگر حیوان می‌تواند تا ۱۰ برابر اندازه نخستین باشد. وزن نهایی آن از حدود ۸۰ گرم به ۶۰۰ تا ۱۰۰۰ گرم می‌رسد. سپس آن‌ها را درون قفس‌های بسیار کوچک قرار می‌دهند و آن‌ها را مجبور می‌کنند که در یک حالت ثابت و بدون حرکت بایستند تا انرژی مصرف نکنند. آن‌ها را مجبور به خوردن می‌کنند تا جایی که بمیرند یا بدن آن‌ها نتواند این مقدار غذا را تحمل کنند.

## اروپا بعد از دوران کلاسیک
بعد از سقوط امپراتوری رم جگر غاز به‌طور موقت از غذای اروپایی‌ها حذف شد. بعضی معتقد هستند کشاورزان فرانسوی جگر چرب را حفظ کردند تا اینکه قرن‌ها بعد سایر اروپایی‌ها آن را دوباری کشف کردند ولی حیوانات روستایی‌های زمان قرون وسطی فرانسه اغلب گوسفند و خوک بودند. دیگران عقیده دارند معامله جگر غاز توسط یهودی‌ها ادامه پیدا کرد که روش بزرگ کردن جگر را یا در طول سلطه رم بر یهودیه یادگرفته بودند یا قبل تر، از مصری‌ها. یهودی‌ها این روش آشپزی را در مهاجرت به غرب و شرق اروپا با خود بردند. طبق قوانین غذایی یهودی‌ها (کاشروت) گوشت خوک و کره ممنوع است همچنین مخلوط کردن لبنیات (مانند کره) با گوشت ممنوع شده. آشپزان یهودی مدیترانه‌ای از روغن زیتون استفاده می‌کردند و بابلی‌ها از روغن کنجد؛ ولی هیچ‌یک از این‌ها به راحتی در اروپای غربی و مرکزی پیدا نمی‌شد؛ بنابراین چربی طیور که با غذا دادن بیش از حد به غازها انجام می‌شد در این منطقه جایگزین شد؛ و طعم خوب جگر غاز به زودی پخش شد. هانس ویلهلم کریشف در سال ۱۵۶۲ نوشت یهودی‌ها غازهای چاقی را پرورش می‌دهند که عاشق جگرهای آن‌ها هستند. خاخام‌ها نگران بودند که خوردن غازهای به زور غذا داده شده محدودیت‌های غذایی یهود را نقض می‌کند (غذای حرام و حلال) موشه سوفار یک خاخام یهودی که حرکتی براندازانه در یهودیت را آغاز کرده بود و یهودیت ارتدکس را به وجود آورد و شاگردان فراوانی داشت فتوا داد که این غذا تا جایی که اندام‌ها آسیب نبینند ممنوع نیست. این فتوا موضوعی جنجالی در بین یهودیان باقی‌ماند تا زمانیکه ذائقه یهودی‌ها برای جگر غاز در قرن ۱۹ تغییر کرد. موضوع دیگری از قوانین غذایی یهود که هنوز مشکل‌زا است این است که گوشتی که درست ذبح شده هم تا زمانیکه از خون خالی نشود حلال نیست اغلب نمک سود کردن این مشکل را حل می‌کند اما جگر به عنوان خون مقدس فرض می‌شود و پختن تنها راه حلال کردن آن است. پختن مناسب فواگرا سخت است و در اسرائیل رستورانهایی هستند که آن را به صورت گریل می‌فروشند.

## واکنش‌ها
از آنجایی که غذا دادن اجباری به پرندگان موجب رنج کشیدن و بیماری آن‌ها می‌شود، سازمان‌های حمایت از حقوق حیوان‌ها از آغاز قرن ۲۱ میلادی به فعالیت برای متوقف کردن خوراندن اجباری غذا به غازها و اردک‌ها پرداخته‌اند.